# Cmentarz w Rajczy
Cmentarz w Rajczy – rzymskokatolicki cmentarz parafialny, założony w połowie XIX wieku w Rajczy w powiecie żywieckim, wpisany do rejestru zabytków nieruchomych województwa śląskiego.

## Historia
Cmentarz parafialny w Rajczy został założony w połowie XIX wieku (parafię erygowano w 1844 roku) na płaskim terenie przy głównej drodze wsi, w pobliżu kościoła parafialnego z jednej strony i rzeki Soły z drugiej. Wcześniej zmarli byli grzebani na cmentarzu kościelnym (zabytek nieruchomy, nr rej.: A-600/89 z 3 grudnia 1989) przy starym drewnianym kościele u podnóża Compla.
Nekropolia była i jest wykorzystywana głównie do pochówku parafian; członków społeczności żydowskiej grzebano w sąsiedniej wsi, Milówce, gdzie w 1891 roku powołano gminę żydowską. Wcześniej żydzi z Rajczy podlegali pod gminę w Zabłociu.
30 listopada 1989 cmentarz został wpisany do rejestru zabytków nieruchomych województwa śląskiego. W 1997 roku kwatera wojenna została ogrodzona, a znajdujące się na niej krzyże odrestaurowano.

## Architektura
Północno-zachodnia część nekropolii to tzw. kwatera wojenna bądź wojskowa. Większość nagrobków w tej części nekropolii wieńczą żeliwne krzyże projektu Hansa Mayra z motywami Krzyża Żelaznego, miecza i wieńca, które zostały wykonane nieodpłatnie w oddalonej o około 14 km od Rajczy odlewni w Węgierskiej Górce.
Na skraju nekropolii znajduje się kaplica cmentarna, rozbudowana około 2006 roku według projektu Magdaleny Piątek i Joanny Łopaty z żywieckiej pracowni Mpstudio; w rogu cmentarza, przy drodze, stoi kamienny nieprofesjonalnie polichromowany nepomuk.
Nagrobki znajdujące się na cmentarzu pochodzą z różnych lat i są zróżnicowane pod względem zastosowanego materiału; oprócz żeliwnych krzyży umieszczono na nim również nagrobki kamienne.

## Pochowani na cmentarzu
Na cmentarzu spoczywają m.in.:
- urzędnicy z czasów Monarchii Austro-Węgierskiej[6], niektórzy z nich służyli w majątku Habsburgów[5]
- 261 żołnierzy, uczestników I wojny światowej[12][5][13], którzy leczyli się w sanatorium zorganizowanym w pałacu w Rajczy, zmarłych na choroby płuc (głównie gruźlicę[8]) po 1918 roku[3] (miejsce pamięci[12]), m.in. kapitan piechoty Franciszek Joniak (1894–1921), odznaczony orderem Virtuti Militari V klasy, Krzyżem Niepodległości oraz Krzyżem Walecznych (dwukrotnie)[14]
- osoby pomordowane w odwecie za pomoc partyzantom przez hitlerowców podczas pacyfikacji Osiedla Czanieckich w Rycerce Górnej w 1945 roku[15] – grób zbiorowy[5] po lewej stronie głównej alei[12] (miejsce pamięci[12])
- kapral Kruk oraz starszy szeregowy Kiszewa (a. Kiszera), żołnierze Wojsk Ochrony Pogranicza, polegli w 1946 roku[3][12] (miejsce pamięci[12])
- Kazimierz Szymański, porucznik Wojsk Ochrony Pogranicza, zastrzelony[16] w 1946 roku na Czarnym Groniu[17] w Korbielowie[13]; postawiono w tejże miejscowości obelisk upamiętniający jego śmierć[18]
- Michał Ryłko (1878–1948), prezes Ogniska Związku Podhalan w Rajczy[19]
- księża związani z rajczańską parafią – grobowiec[20].
- Wacław Majewski (1882–1977) – założyciel i pierwszy prezes Akademickiego Związku Sportowego[21][22]
- Stefan Sikorski (1872–1925) – wojskowy, kawaler Orderu Virtuti Militari[23]
- Józef Strzelecki(inne języki) (1894–1925) – legionista II Brygady Legionów Polskich, kapitan[24]
- Roch Sygitowicz (1957–2017) – aktor[25]

## Galeria

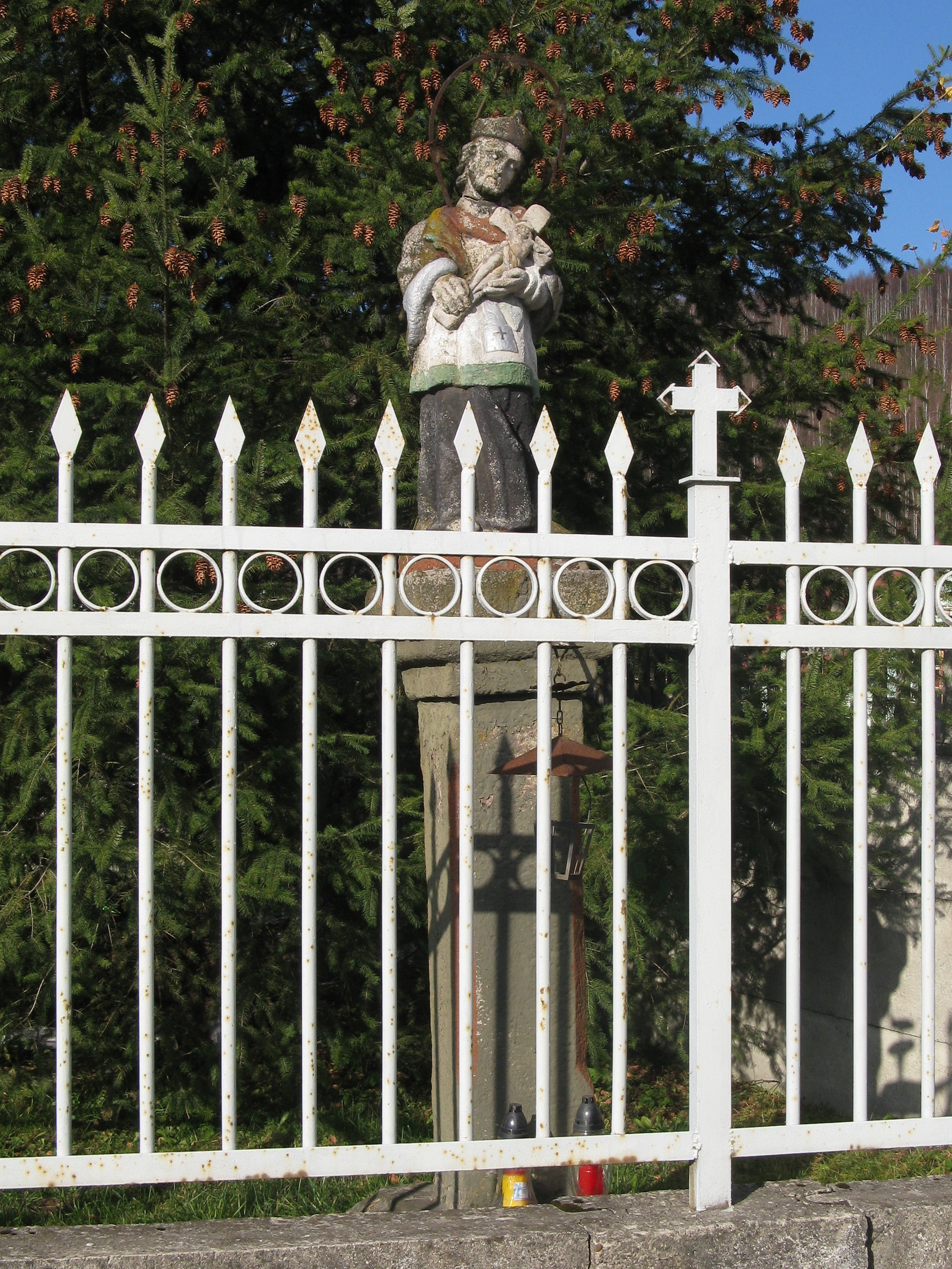
Nepomuk na skraju cmentarza (2018)
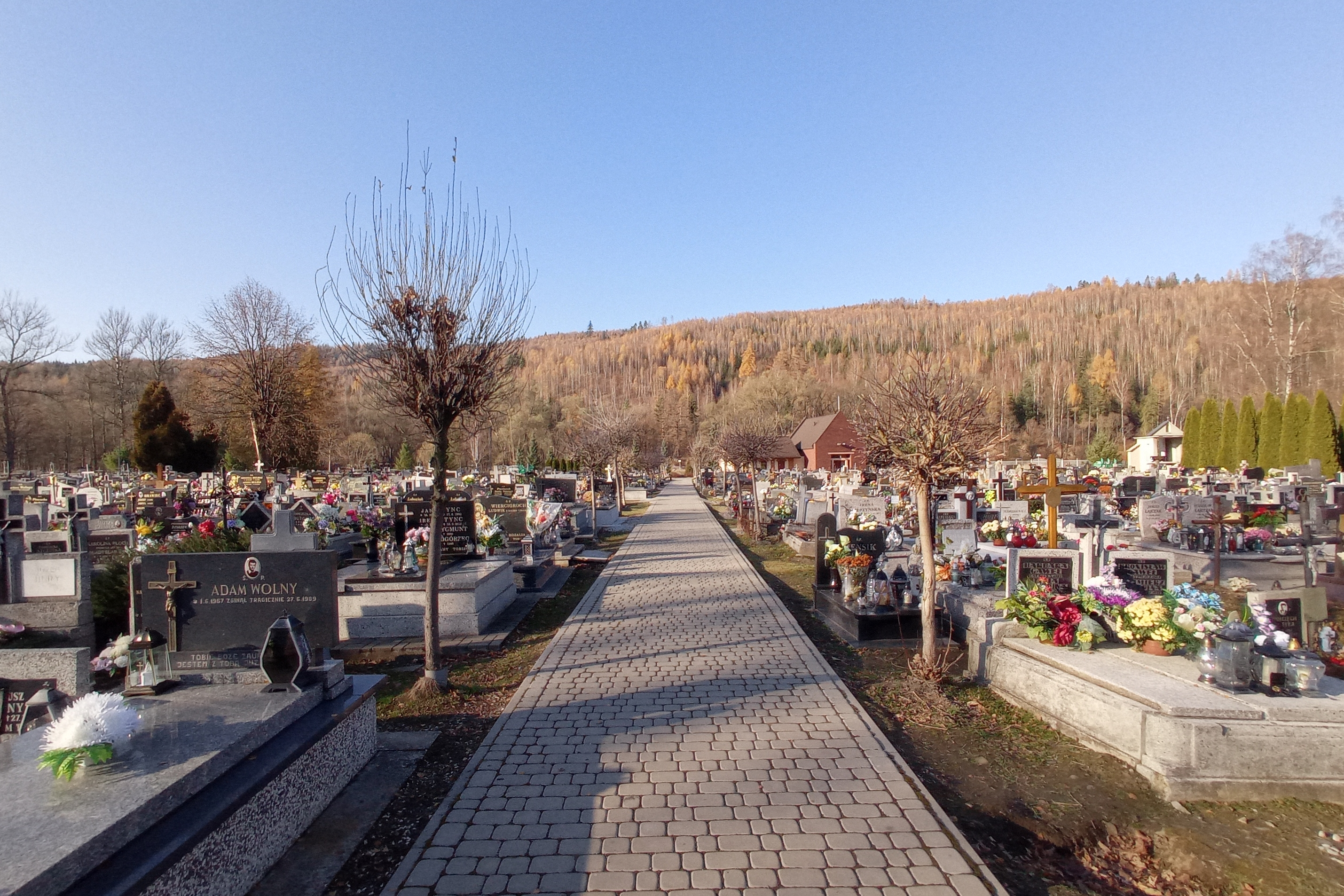
Środkowa alejka cmentarza (2021)
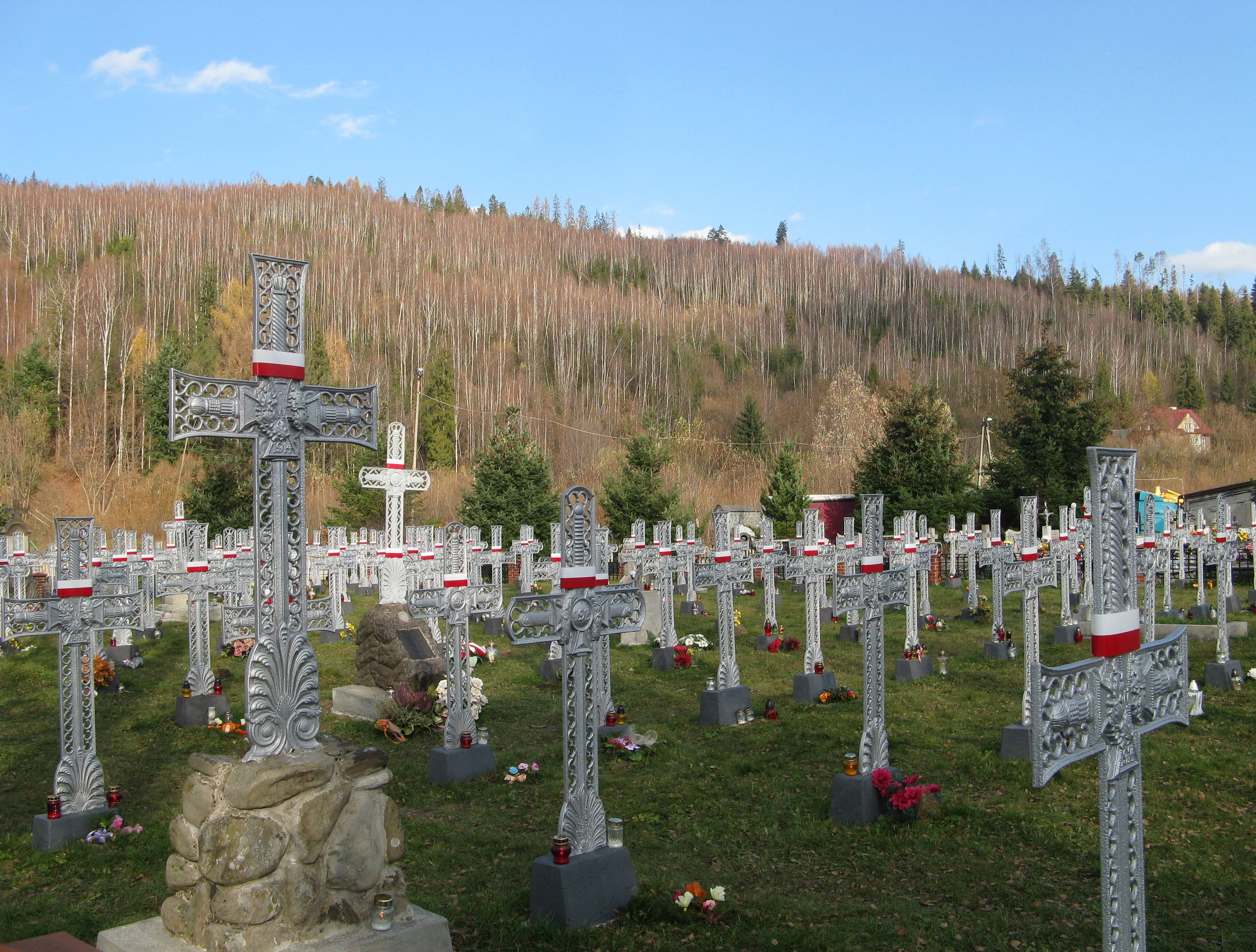
Groby zwieńczone żeliwnymi krzyżami w kwaterze wojskowej (2018)
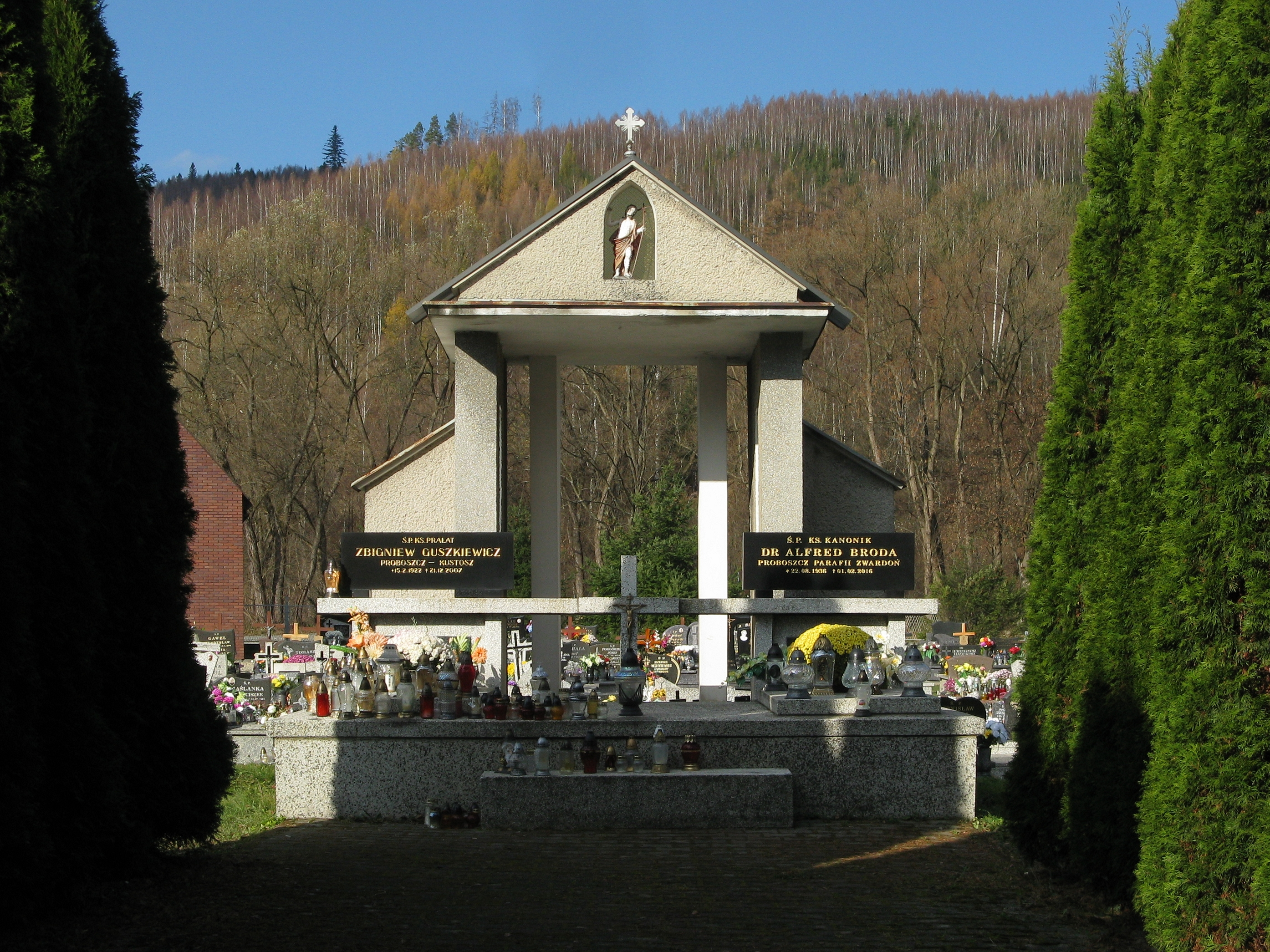
Grób księży (2018)
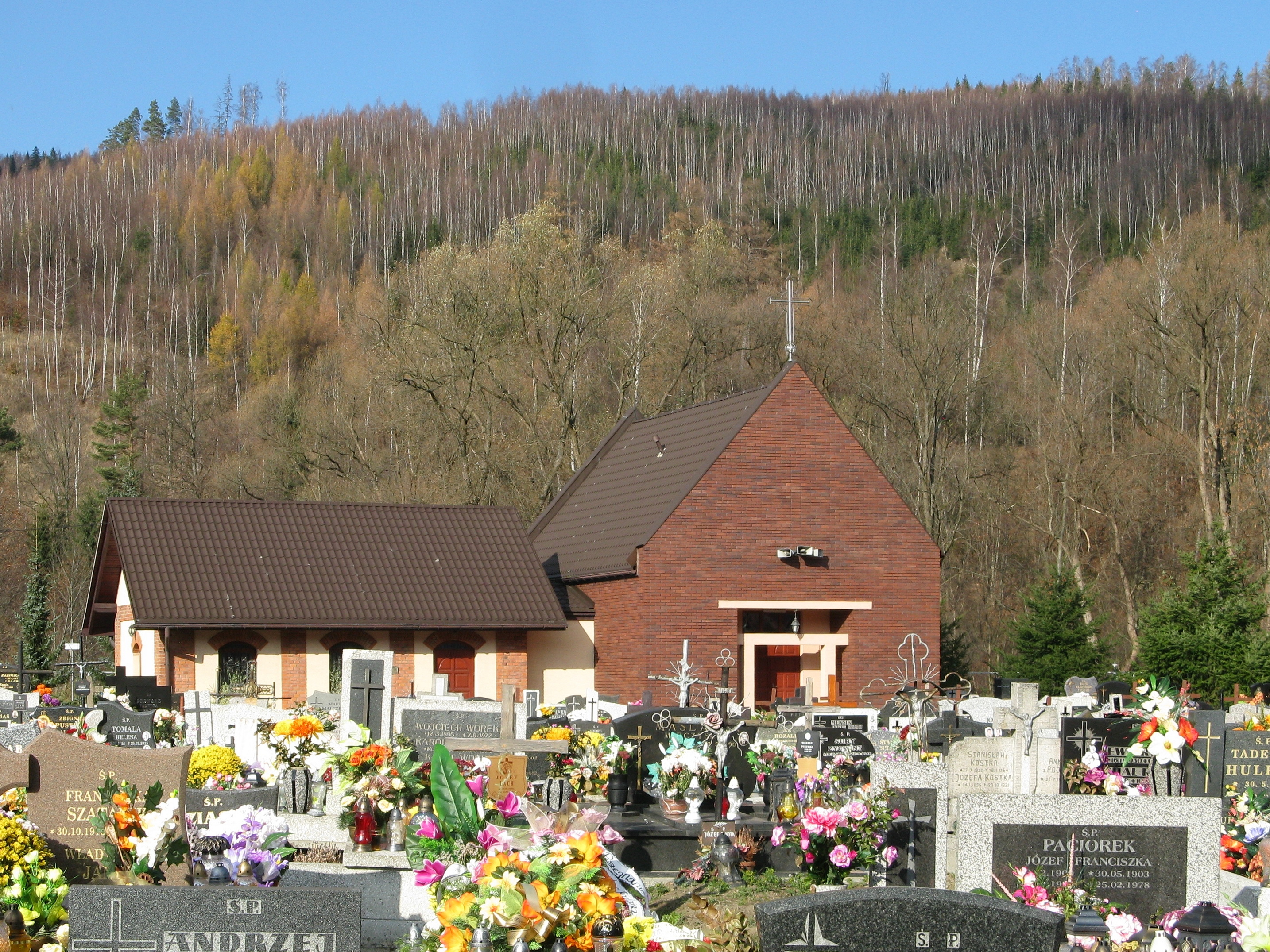
Kaplica cmentarna z kostnicą (2018)
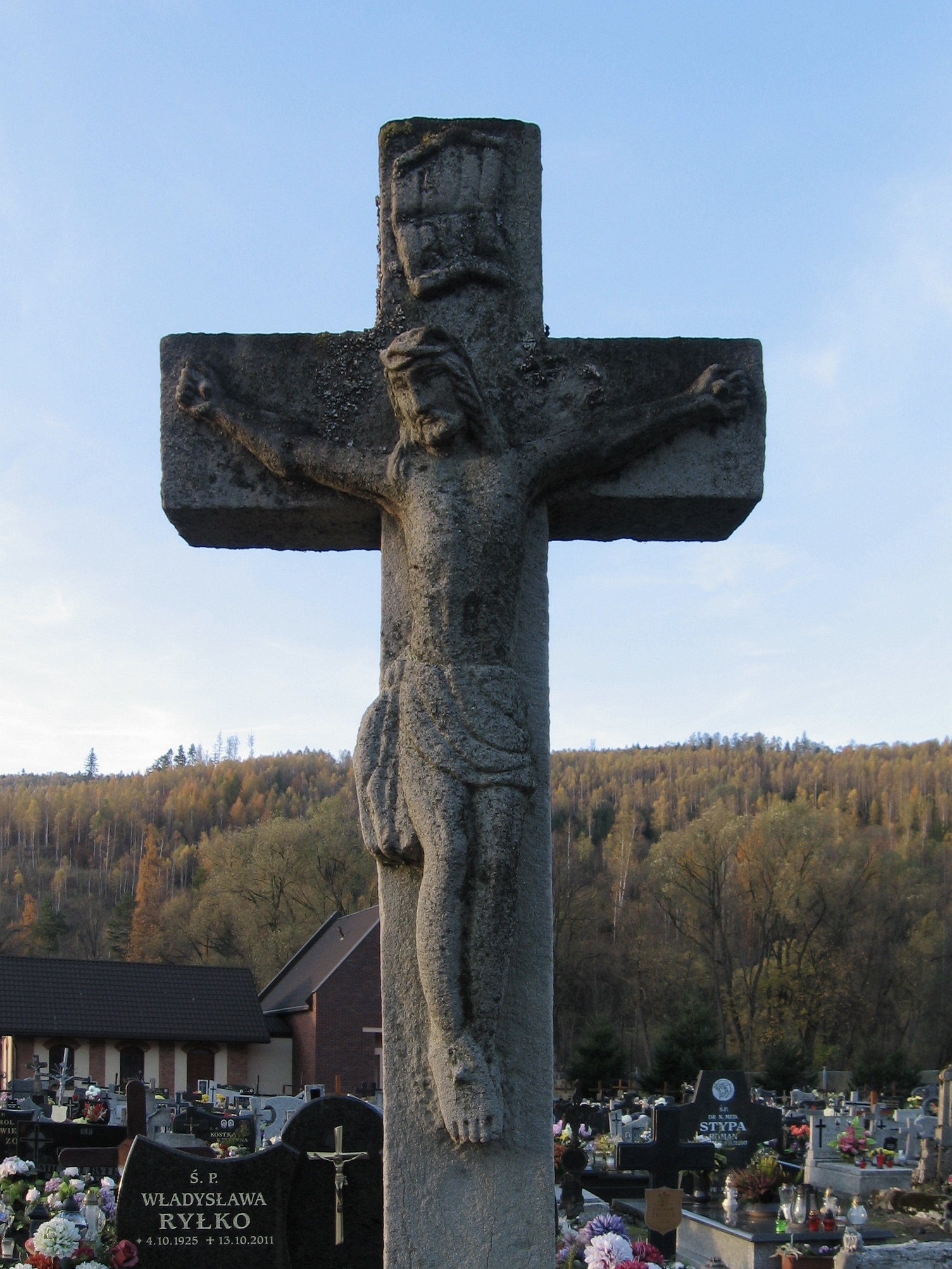
Kamienny krucyfiks, zwieńczenie jednego ze starszych nagrobków (2017)